# Egnasia tenuilinea
Egnasia tenuilinea är en fjärilsart som beskrevs av Swinhoe 1905. Egnasia tenuilinea ingår i släktet Egnasia och familjen nattflyn. Inga underarter finns listade i Catalogue of Life.